# Ноймарк, Давид
Давид Ноймарк (нем. David Neumark; 3 августа 1866, Щирец Австро-Венгрия — ум. 15 декабря 1924, Цинциннати, Огайо, США) — еврейский религиозный философ, доктор философии.

## Биография
Давид Ноймарк начал изучать философию во Львовском университете, затем продолжил учёбу в Берлинском университете и Школе иудаистики.
В 1894 г.опубликовал свою первую статью на иврите о работе Ницше «Введение в теорию сверхчеловека». С Востока на Запад.
В 1896 году получил степень доктора философии, защитив диссертацию работой над доктриной свободы у Канта и Шопенгауэра.
В 1897 году прошёл обряд посвящения в раввины. С 1904 по 1907 год Давид Ноймарк был первым и единственным раввином в г. Раковник (Чехия).
В 1907 году был приглашён Кауфманом Колером (1843—1926), занять место профессора философии Еврейского института религии (Hebrew Union College) в Цинциннати. Трудился на этой должности до своей смерти в 1924 г.
В 1919 году основал журнал The Journal of Jewish Lore and Philosophy, который публиковался Еврейским институтом религии до 1921 г. Давид Ноймарк был активным сторонником сионизма.
Давид Ноймарк известен, в первую очередь, благодаря написанной им трёхтомной истории еврейской средневековой философии.
Третий том с предисловием Рувима Брайнина (1862—1939), посвящённый атрибутам обучения, был опубликован уже посмертно.